# Derrick Nix
Pour les articles homonymes, voir Nix.
 (août 2023).
Derrick Nix, né le 11 décembre 1990 à Détroit au Michigan, est un joueur américain de basket-ball.